# Claudia Presăcan
Claudia Maria Presacan (Sibiu, 28 de dezembro de 1979) é uma ex-ginasta romena que competiu em provas de ginástica artística. 
Claudia fez parte da equipe romena que conquistou o ouro nos Jogos Olímpicos de Sydney, em 2000, Austrália. Em edições do Mundial, somou três ouros,- conquistados coletivamente; em Europeus, são três conquistas; um ouro e dois bronzes.

## Carreira
Presacan iniciou na ginástica aos quatro anos e meio de idade, inspirando-se na compatriota Nadia Comaneci. Aos treze anos, mudou-se para um centro de treinamento em Bucareste. Em 1993, competindo no Jr. International, encerrou as rotações como a terceira melhor ginasta. No ano posterior, disputando o Campeonato Europeu Júnior, terminou com a medalha de ouro no solo, a sétima colocação no concurso geral e a quarta no salto. Ainda em 1994, no Campeonato Mundial de Dortmund, conquistou a medalha de ouro por equipes, superando a equipe americana e russa, prata e bronze, respectivamente.
No ano posterior, competindo no Mundial de Sabae, fora novamente medalhista de ouro na disputa coletiva. Em 1996, Claudia sofreu uma lesão no pulso, não fazendo parte da equipe que disputou as Olimpíadas de Atlanta. Retornando as competições em 1997, participou do Campeonato Internacional, sendo ouro por equipes, e bronze no individual geral. No Campeonato Nacional Romeno, conquistou o ouro na prova geral e na trave. Como último evento do ano, disputou o Campeonato Mundial de Lausanne. Nele, conquistou novamente a medalha de ouro por equipes; a China e a Rússia, completaram o pódio dessa edição.
Em 1998, competiu no maior evento do continente: o Campeonato Europeu de São Petersburgo. No evento, conquistou a medalha de ouro na prova coletiva, e duas medalhas de bronze: no concurso geral, superada pela compatriota Simona Amanar e a russa Svetlana Khorkina, prata e ouro, respectivamente; e na final das barras assimétricas, sendo novamente superada por Khorkina, vencedora da prova. No mesmo ano, terminou medalhista de prata, no Nacional Romeno. No ano posterior, competindo nacionalmente, foi vice-campeã na prova geral. No encontro Romênia vs Espanha, terminou com o ouro por equipes, e a quinta colocação geral. Em mais uma competição nacional, foi bronze na trave e no solo. Ainda em 1999, a ginasta sofreu uma lesão no ombro, encerrando sua carreira na ginástica. Porém, por insistência da colega de equipe Simona Amanar, retornou a competições a tempo de competir nos Jogos Olímpicos de Sydney, em 2000. Neles, ao lado de Andreea Raducan, Simona Amanar, Andreea Isarescu, Maria Olaru e Loderana Boboc, somou 154,608 pontos, e conquistou a medalha de ouro, a frente da equipe russa e chinesa, prata e bronze, respectivamente. Individualmente, classificou-se para a final da trave, terminando na quarta colocação, com 9.700 pontos, 0,25 a menos que a terceira colocada, a russa Elena Produnova.
Após a realização do evento, Claudia aposentou-se por definitivo do desporto. Em 2001, a ex-ginasta fez uma breve carreira no remo, competindo nos Jogos Universitários de Pequim. No ano posterior, Presacan ao lado de suas compatriotas Corina Ungureanu e Lavinia Milosovici, colocaram fotos nuas em DVDs japoneses, sendo punidas pela Federação Romena de Ginástica, não podendo acompanhar competições gímnicas no país durante cinco anos. Atualmente, trabalha como treinadora, em clube na Ilha de Man, Grã-Bretanha.

## Principais Resultados
| Ano  | Evento                                    | AA                | Equipe          | Salto sobre o cavalo | Trave             | Barras assimétricas | Solo             |
| ---- | ----------------------------------------- | ----------------- | --------------- | -------------------- | ----------------- | ------------------- | ---------------- |
| 1993 | Jr.International                          | Medalha de bronze |                 |                      |                   |                     |                  |
| 1994 | Campeonato Europeu (júnior)               | 7º                |                 | 4º                   |                   |                     | Medalha de ouro  |
| 1994 | Campeonato Mundial de Ginástica Artística |                   | Medalha de ouro |                      |                   |                     |                  |
| 1995 | Campeonato Mundial de Ginástica Artística |                   | Medalha de ouro |                      |                   |                     |                  |
| 1997 | Campeonato Internacional                  | Medalha de bronze | Medalha de ouro |                      |                   |                     |                  |
| 1997 | Internacinal Romeno                       | Medalha de ouro   |                 |                      | Medalha de ouro   |                     |                  |
| 1997 | Campeonato Mundial de Ginástica Artística |                   | Medalha de ouro |                      |                   |                     |                  |
| 1997 | Campeonato Nacional Romeno                | Medalha de ouro   |                 |                      | Medalha de bronze | Medalha de ouro     | Medalha de prata |
| 1998 | Campeonato Europeu                        | Medalha de bronze |                 |                      |                   | Medalha de bronze   |                  |
| 1998 | Internaciona Romeno                       | Medalha de prata  |                 |                      |                   |                     |                  |
| 1999 | Romênia vs Espanha                        | 5º                | Medalha de ouro |                      |                   |                     |                  |
| 1999 | Campeonato Nacional Romeno                |                   |                 | Medalha de bronze    |                   | Medalha de bronze   |                  |
| 2000 | Jogos Olímpicos                           |                   | Medalha de ouro |                      | 4º                |                     |                  |